# Джоел Портер
Джоел Портер (англ. Joel Porter; нар. 25 грудня 1978, Аделаїда) — австралійський футболіст, що грав на позиції нападника.
Виступав, зокрема, за клуб «Гартлпул Юнайтед», а також національну збірну Австралії.

## Клубна кар'єра
У дорослому футболі дебютував 1995 року виступами за команду «Кройдон Кінгз», в якій провів чотири сезони, взявши участь у 58 матчах Прем'єр-ліги Південної Австралії. У сезоні 1998/99 Портер виступав у клубі НФЛ, вищого дивізіону країни за «Вест Аделаїд», після чого повернувся у «Кройдон Кінгз», провівши там ще два роки.
У 2000 році він повернувся до НФЛ, ставши гравцем «Мельбурн Найтс», за який відіграв два сезони, а у 2002 році Портер перейшов до клубу «Сідней Олімпік», з яким у сезоні 2002/03 виграв регулярну першість НФЛ.
Влітку 2003 року Портер підписав угоду з англійським «Гартлпул Юнайтед». Відіграв за команду з Гартлпула наступні шість сезонів своєї ігрової кар'єри, п'ять з них у третьому за рівнем дивізіоні країни, а один (2006/07) — у четвертому. Більшість часу, проведеного у складі «Гартлпул Юнайтед», був основним гравцем атакувальної ланки команди. 24 квітня 2009 року Портер оголосив, що залишає «Гартлпул Юнайтед».
Протягом 2009—2012 років захищав кольори клубу «Голд-Кост Юнайтед» у А-лізі, після чого став виступати на регіональному рівні за клуби «Вест Аделаїд» та «Камберленд Юнайтед», а завершив ігрову кар'єру у команді «Нозерн Даймондз», за яку виступав протягом 2014—2015 років.

## Виступи за збірну
8 липня 2002 року дебютував в офіційних матчах у складі національної збірної Австралії в матчі Кубка націй ОФК 2002 року у Новій Зеландії з Новою Каледонією (11:0), в якій забив гол. У наступному матчі з Фіджі (8:0) він відзначився покером, а у півфіналі забив гол у ворота Таїті (2:1), який допоміг команді вийти до фіналу. Там Портер з командою програв господарям новозеландцям і здобув «срібло». В підсумку забивши 6 голів у чотирьох матчах Портер разом з трьома іншими гравцями став найкращим бомбардиром турніру. Незважаючи на це після тієї першості Джоел за збірну більше не грав.

## Титули і досягнення
- Переможець регулярного чемпіонату Національної футбольної ліги (1): 2002/03
- Фіналіст Кубка націй ОФК: 2002